# Pòlip nasal
Els pòlips nasals són masses polipoïdals, provinents principalment de les membranes mucoses del nas i dels sins paranasals. Es mouen lliurement i no són dolorosos, tot i que ocasionalment es pot produir dolor facial. Normalment es produeixen a les dues fosses nasals en les persones afectades. Entre les complicacions hi ha la sinusitis i eixamplament del nas.
La causa exacta no està clara. Poden estar relacionats amb la inflamació crònica del revestiment dels sins paranasals. Es produeixen amb més freqüència entre les persones que tenen al·lèrgies, fibrosi quística, sensibilitat a l'aspirina o certes infeccions. El propi pòlip representa un excés de creixement de les membranes mucoses. El diagnòstic es pot produir mirant cap al nas. Es pot utilitzar una tomografia computada per determinar el nombre de pòlips i ajudar a planificar la cirurgia.
El tractament normalment es fa amb glucocorticoides, sovint en forma d’esprai nasal. Si això no és efectiu, es pot considerar la cirurgia. Aquest trastorn sovint es repeteix després de la cirurgia; per tant, sovint es recomana l'ús continuat d'un spray nasal de glucocorticoide. Els antihistamínics poden ajudar amb els símptomes, però no canvien la malaltia subjacent. Els antibiòtics no són necessaris per al tractament tret que es produeixi una infecció.
Actualment, aproximadament el 4% de les persones tenen pòlips nasals, mentre que fins al 40% de les persones els desenvolupen en algun moment de la seva vida. Es produeixen més sovint després dels 20 anys i són més freqüents en els homes que en les dones. Els pòlips nasals s'han descrit des de l'època dels antics egipcis.

## Clínica
Els símptomes dels pòlips inclouen obstrucció nasal (parcial o total) al pas de l'aire, congestió nasal, sinusitis, anòsmia (pèrdua de l'olfacte), i infecció secundària que condueix a mal de cap.

## Tractament
Els pòlips nasals es tracta més freqüentment amb glucocorticoides tòpics, però també es poden tractar amb mètodes quirúrgics.